# Joseph Delaney
Joseph Henry Delaney, född 25 juli 1945 i Preston, Lancashire, död 16 augusti 2022 i Manchester, var en brittisk författare som är mest känd för fantasyserien Väktarserien. Hittills omfattar serien åtta delar på svenska.

### Väktarserien
1. Väktarens lärling (The Spook's Apprentice) – 2004
2. Väktarens förbannelse (The Spook's Curse) – 2005
3. Väktarens hemlighet (The Spook's Secret) – 2006
4. Väktarens strid (The Spook's Battle) – 2007
5. Väktarens misstag (The Spook's Mistake) – 2008
6. Väktarens offer (The Spook's Sacrifice) – 2009
7. Väktarens mardröm (The Spook's Nightmare) – 2010
8. Väktarens öde (The Spook's Destiny) – 2011
9. Spook's: I Am Grimalkin – 2011
10. The Spook's Blood – 2012
11. Spook: Slither's Tale – 2013
12. Spook: I Am Alice – 2013
13. Spook: The Spook's Revenge – 2014

### The Starblade Chronicles (ej översatt till svenska)
1. Spook's: A New Darkness – 2014
2. Spook's: The Dark Army – 2016
3. Spook's The Dark Assassin – 2017

### Spook's spin-offs
1. The Spook's Tale - 2009
2. The Last Apprentice: The Spook's Tale And Other Horrors - 2009
3. The Spook's Stories: Witches - 2009
4. The Spook's Bestiary - 2010
5. The Ghost Prison - 2013
6. The Last Apprentice: The Seventh Apprentice - 2015

### The Spook's Apprentice: Brother Wulf
1. Brother Wulf – 2020
2. Brother Wulf: Wulf's Bane – 2021
3. Brother Wulf: The Last Spook – 2022
4. Brother Wulf: Wulf's War (2023)

### Arena 13 Trilogy(ej översatt till svenska)
1. Arena 13 – 2015
2. Arena 13: The Prey – 2016
3. Arena 13: The Warrior – 2017

### Aberrations(ej översatt till svenska)
1. The Beast Awakens – 2018
2. The Witch's Warning – 2019

## Andra verk (ej översatta till svenska)
1. Mysterious Erotic Tales (skrivare som J.K. Haderack)
2. Mercer's Whore (skrivare som J.K. Haderack)
3. Half-Minute Horrors (Bidragande författare av Alla fingrar och tummar till denna novellantologi) - 2009
4. Haunted (bidragande författare till The Castle Ghosts till denna novellantologi) – 2011

## Filmatisering
En film baserad på den första boken i Väktarserien hade biopremiär den 6 februari 2015 med titeln Seventh Son.